# Bellis perennis
La pratolina comune (nome scientifico: Bellis perennis L., 1753) è una specie di piante angiosperme dicotiledoni della famiglia delle Asteraceae, sottofamiglia Asteroideae, tribù Astereae (Bellis lineage) e sottotribù Bellidinae.

## Etimologia
Il Binomio scientifico attualmente accettato (Bellis perennis) è stato proposto da Carl von Linné (1707 – 1778) biologo e scrittore svedese, considerato il padre della moderna classificazione scientifica degli organismi viventi, nella pubblicazione ”Species Plantarum” (Sp. Pl. 2: 886 ) del 1753.
Per le infiorescenze così comuni come questa, l'etimologia del nome è sempre un problema in quanto si deve risalire parecchio indietro nel tempo. Alcuni dicono che il nome derivi da Bellide, una delle barbare e crudeli figlie (chiamate Danaidi) di Dànao, re di Argo; altri lo fanno derivare dal latino bellum (= guerra) in riferimento alle sue presunte capacità di guarire le ferite. Più facilmente, secondo i filologi moderni, il suo nome deriva dall'aggettivo (sempre latino) bellus (= bello, grazioso) con riferimento alla delicata freschezza di questo fiorellino. Mentre L'epiteto specifico (perennis) fa riferimento al ciclo biologico di questa specie (perenne).
Il nome inglese, daisy, deriverebbe da day's eye, occhio del giorno, per la peculiarità del suo riaprirsi ogni giorno al sorgere del sole.

## Descrizione

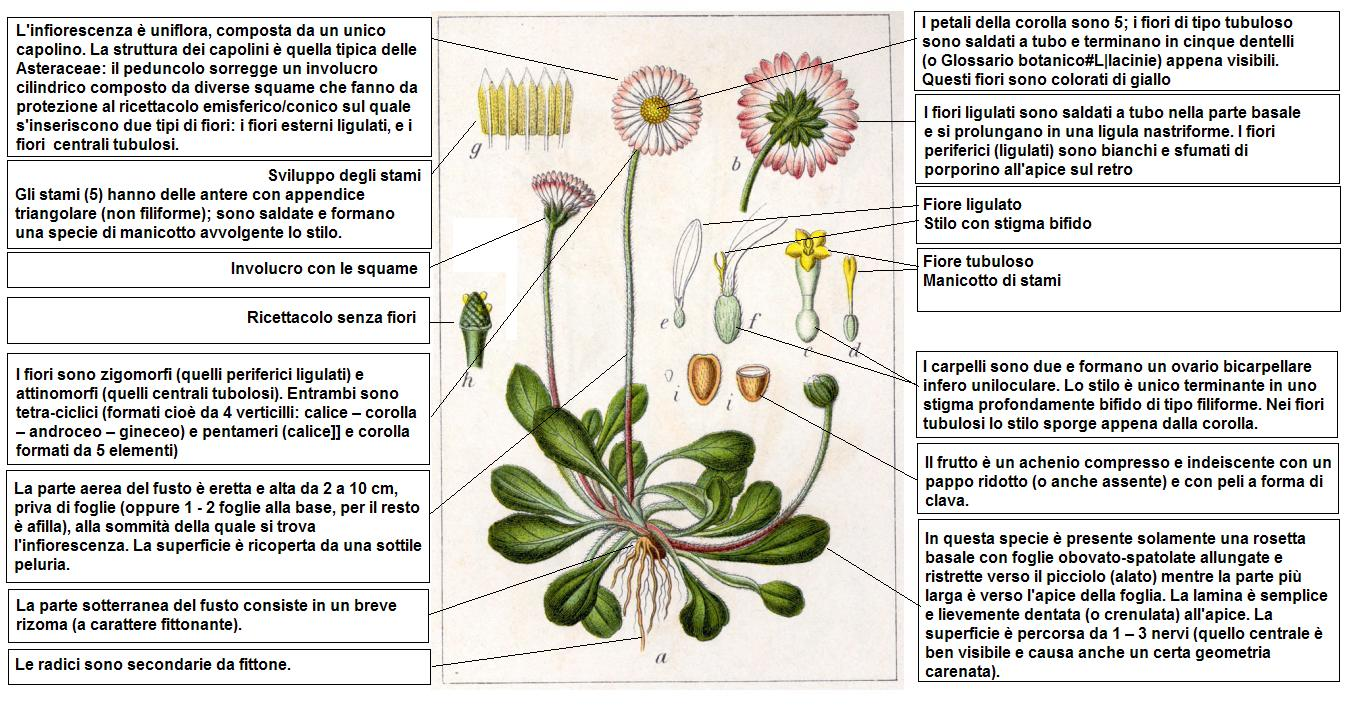
Descrizione delle parti della pianta

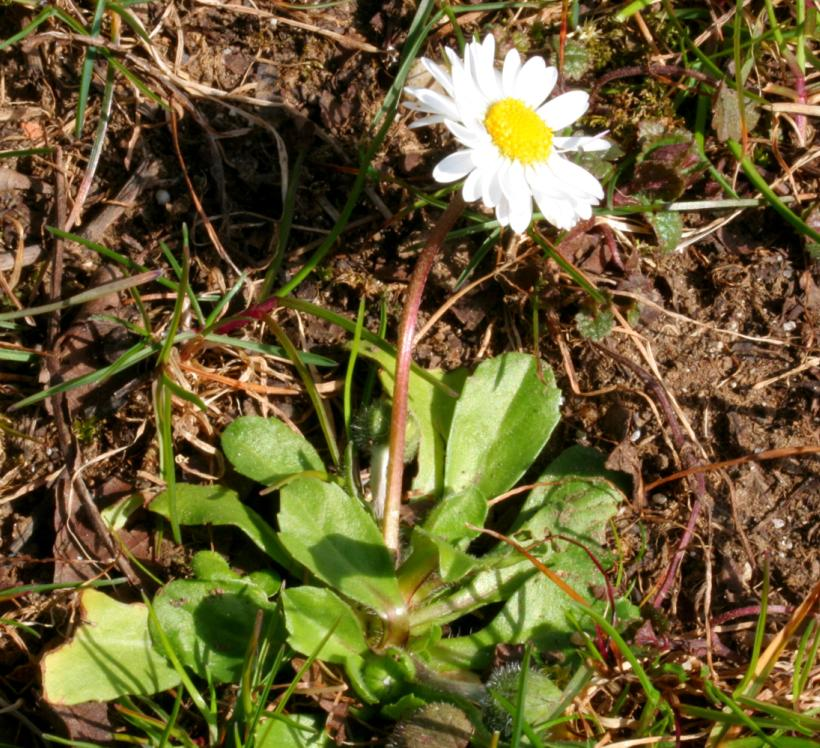
Il portamento

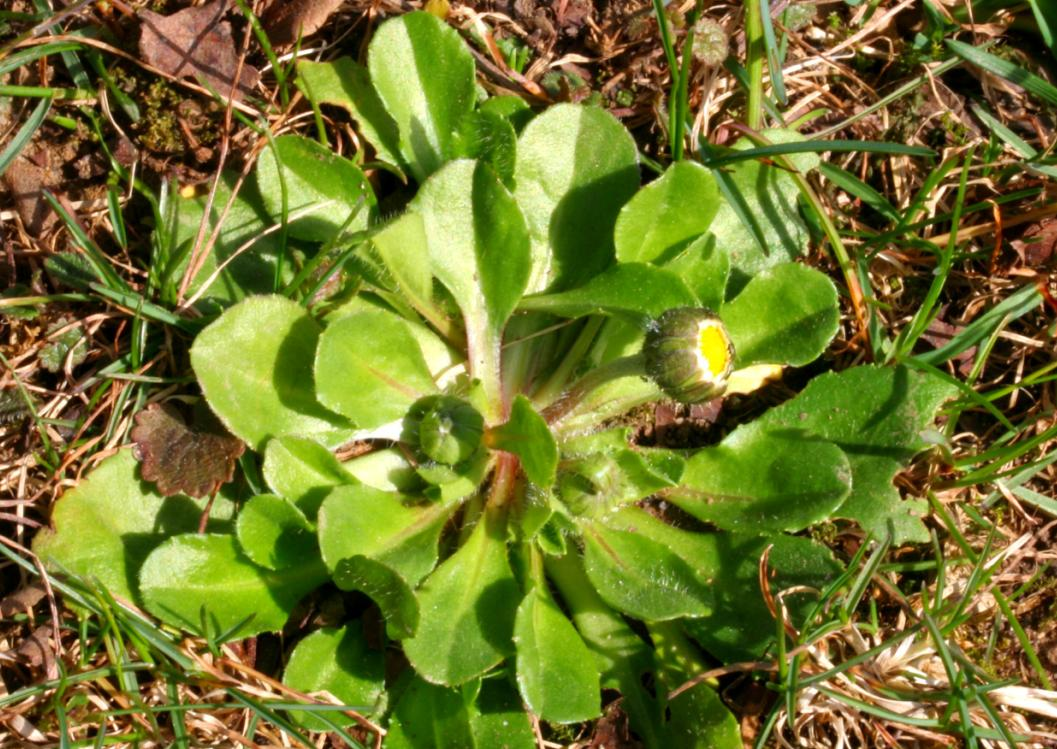
La rosetta basale

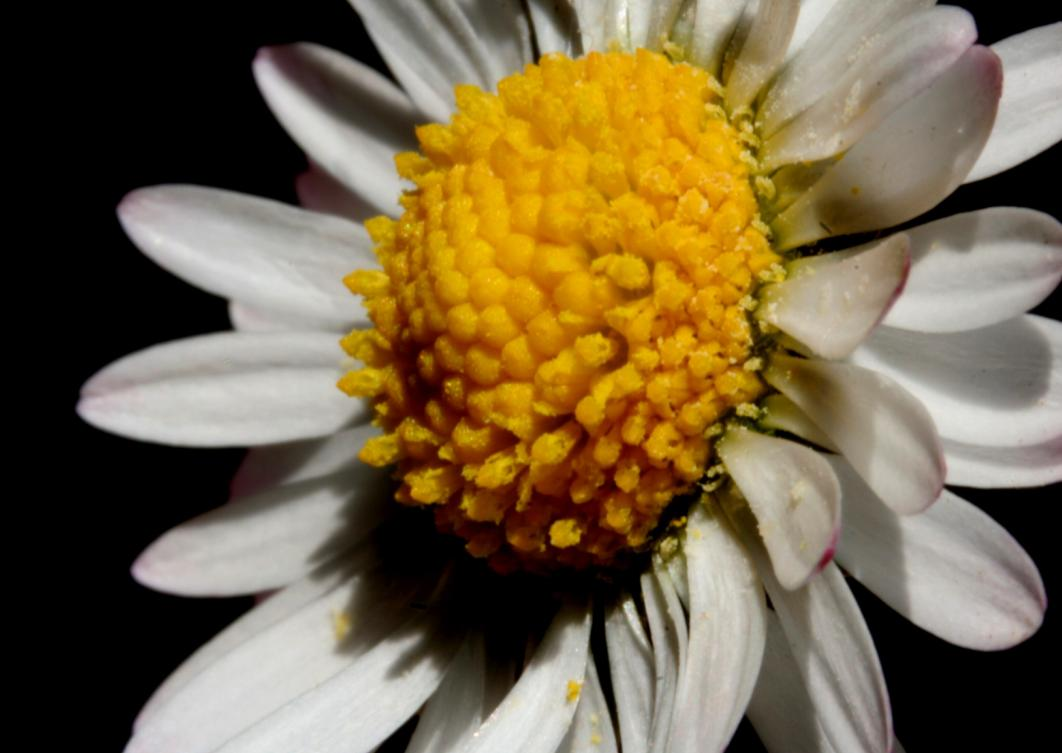
Infiorescenza

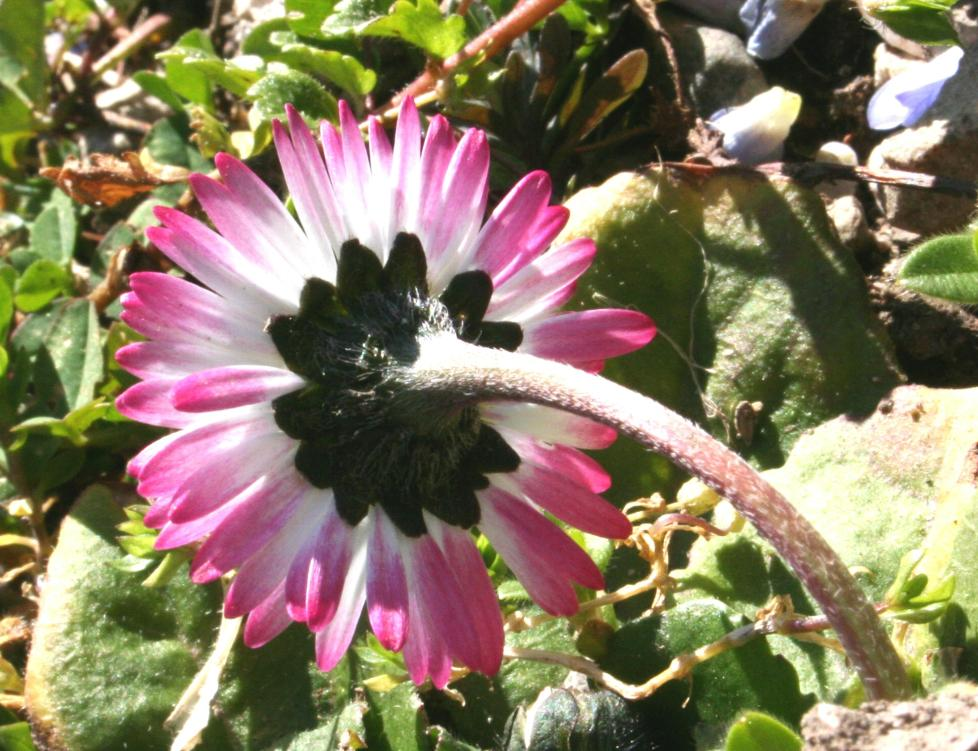
I fiori

Portamento.  Le specie di questo genere hanno un habitus di tipo erbaceo annuale o brevemente perenne. Sono piante più o meno acauli, senza un fusto vero e proprio: il peduncolo fiorale nasce direttamente dalla rosetta basale. La forma biologica prevalente è emicriptofita rosulata (H ros), ossia sono piante erbacee (quasi cespitose) perenni con gemme svernanti al livello del suolo e protette dalla lettiera o dalla neve con delle foglie disposte a formare una rosetta basale.
Radici. Le radici, fibrose, sono secondarie da fittone.
Fusto. 
- Parte ipogea: la parte sotterranea consiste in un breve rizoma (a carattere fittonante).
- Parte epigea: la parte aerea è eretta e alta da 2 a 10 cm, priva di foglie (oppure 1 - 2 foglie alla base, per il resto è afilla), alla sommità della quale si trova l'infiorescenza. La superficie è ricoperta da una sottile peluria. L'altezza di queste piante difficilmente supera i 10-15 cm.

Foglie. In questa specie è presente solamente una rosetta basale con foglie obovato-spatolate allungate e ristrette verso il picciolo (alato) mentre la parte più larga è verso l'apice della foglia. La lamina è semplice e lievemente dentata (o crenulata) all'apice. La superficie è percorsa da 1 – 3 nervi (quello centrale è ben visibile e causa anche una certa geometria carenata). Dimensioni delle foglie: larghezza 14 – 16 mm; lunghezza 35 – 40 mm.
Infiorescenza. Le sinflorescenze sono del tipo uniflora, composte da un unico capolino. Le infiorescenze vere e proprie sono composte da un capolino terminale peduncolato di tipo radiato con fiori eterogami. I capolini sono formati da un involucro, con forme cupolari, composto da diverse brattee (una quindicina), al cui interno un ricettacolo fa da base ai fiori di due tipi: fiori del raggio e fiori del disco. Le brattee, piatte (e verdi) con forme da ovate a ovali e arrotondate o appuntite all'apice e ricoperte da una sottile e irregolare peluria, a consistenza erbacea, sono disposte in modo più o meno embricato su due serie. Il ricettacolo in genere è nudo ossia senza pagliette a protezione della base dei fiori; la forma è piatta oppure da conica a emisferica. Il capolino è di 2–3 cm di diametro. Le squame sono lunghe 3 – 5 mm e larghe 1,2 – 1,7 mm. Lunghezza del ricettacolo: 2 volte il diametro.
Fiori.  I fiori sono tetra-ciclici (formati cioè da 4 verticilli: calice – corolla – androceo – gineceo) e pentameri (calice e corolla formati da 5 elementi). Si distinguono in:
- fiori del raggio (esterni): sono femminili (fertili) e sono disposti su più serie; la forma è ligulata (zigomorfa) allargata;
- fiori del disco (centrali): sono più numerosi con forme brevemente tubulose (attinomorfe); sono ermafroditi.

- Formula fiorale:

*/x K {\displaystyle \infty }, [C (5), A (5)], G 2 (infero), achenio
- Calice: i sepali del calice sono ridotti ad una coroncina di squame.
- Corolla: 
  - fiori del raggio: la forma della corolla alla base è più o meno tubulosa-imbutiforme, mentre all'apice è ligulata; la ligula allargata può terminare con alcuni dentelli appena visibili; il colore è bianco con sfumature rosate; i petali esterni si chiudono di notte sul capolino per poi riaprirsi al mattino. Dimensione dei fiori ligulati: larghezza 1 – 1,7 mm; lunghezza 8 – 9 mm.
  - fiori del disco: la forma è tubulare bruscamente divaricata in 4 - 5 lobi; i lobi, patenti o eretti, hanno una forma deltata o più o meno lanceolata; il colore è giallo. Lunghezza dei fiori tubulosi: 1,5 - 1,7 mm.
- Androceo: l'androceo è formato da 5 stami sorretti da filamenti generalmente liberi; gli stami sono connati e formano un manicotto circondante lo stilo; le teche (produttrici del polline) alla base sono troncate e sono lievemente auricolate (molto raramente sono speronate o hanno una coda); le appendici apicali delle antere hanno delle forme piatte e lanceolate; il tessuto endoteciale (rivestimento interno dell'antera) è quasi sempre polarizzato (con due superfici distinte: una verso l'esterno e una verso l'interno). Il polline è sferico con un diametro medio di circa 25 micron;  è tricolporato (con tre aperture sia di tipo a fessura che tipo isodiametrica o poro) ed è echinato (con punte sporgenti).[10][13] Lunghezza delle antere: 1 mm.
- Gineceo: l'ovario è infero uniloculare formato da 2 carpelli.[6] Lo stilo (il recettore del polline) è profondamente bifido (con due stigmi divergenti) e con le linee stigmatiche marginali e separate.[14] I due bracci dello stilo hanno una forma deltata e possono essere papillosi.
- Antesi: da gennaio a dicembre con una pausa estiva.

Frutti. I frutti sono degli acheni con pappo; in alcune specie è presente un certo dimorfismo (gli acheni dei fiori del raggio differiscono dagli acheni dei fiori del disco);
- achenio: gli acheni hanno delle forme obovate compresse con un paio di coste; la superficie raramente è ghiandolosa (ghiandole sessili) ma brevemente strigosa o da cigliata a glabra e non sono presenti setole con apici a forma di ancora; la parete dell'achenio è formata da celle contenenti rafidi ma prive di fitomelanina; il carpoforo normalmente è anulare; il frutto è indeiscente; lunghezza dell'achenio: 1,5 mm;
- pappo: il pappo è formato da una corta corona di setole a forma di clava.

## Biologia
Impollinazione: l'impollinazione avviene tramite insetti (impollinazione entomogama tramite farfalle diurne e notturne).

Riproduzione: la fecondazione avviene fondamentalmente tramite l'impollinazione dei fiori (vedi sopra). In alcune specie è possibile anche una propagazione di tipo clonale favorita ad esempio nei prati falciati di frequente.

Dispersione: i semi (gli acheni) cadendo a terra sono successivamente dispersi soprattutto da insetti tipo formiche (disseminazione mirmecoria). In questo tipo di piante avviene anche un altro tipo di dispersione: zoocoria. Infatti gli uncini delle brattee dell'involucro (se presenti) si agganciano ai peli degli animali di passaggio disperdendo così anche su lunghe distanze i semi della pianta. Inoltre per merito del pappo il vento può trasportare i semi anche a distanza di alcuni chilometri (disseminazione anemocora).

## Distribuzione e habitat

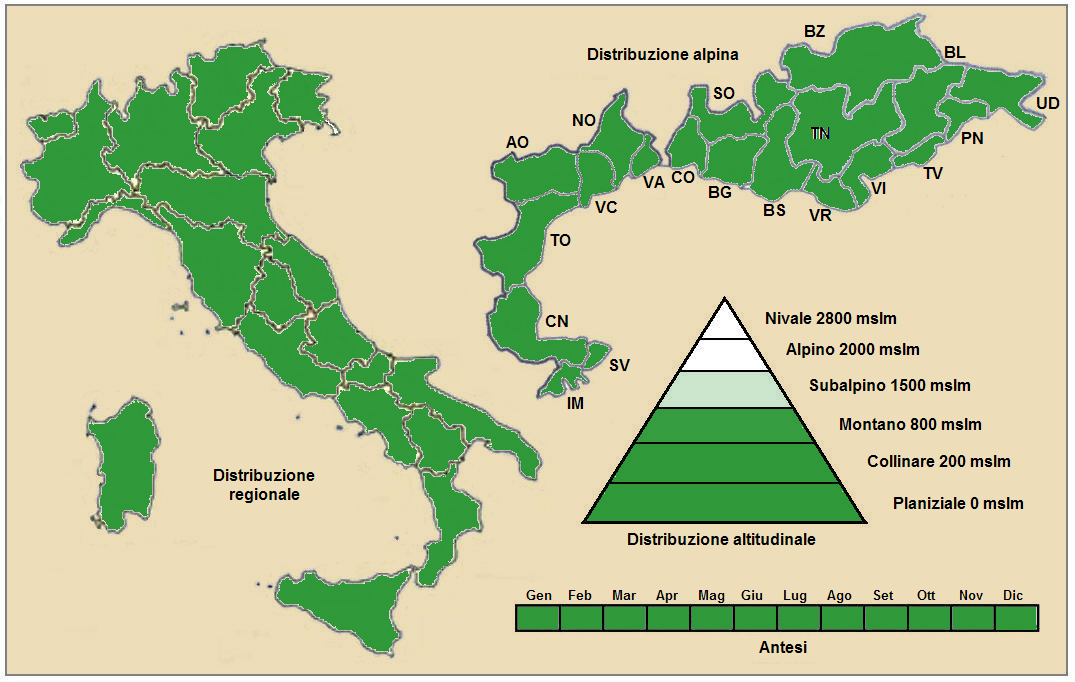
Distribuzione della pianta (Distribuzione regionale – Distribuzione alpina)

Geoelemento: il tipo corologico (area di origine) è Europeo/Caucasico - (divenuto) Circumboreale.
Distribuzione: è una pianta molto comune nei prati ed è originaria dell'Europa occidentale, centrale e settentrionale; in Italia è largamente distribuita. Oltre all'Europa si trova in Asia occidentale, nell'isola di Madera, in Africa settentrionale (Libia) e nell'America Settentrionale (qui però è considerata specie naturalizzata).
Habitat: l'habitat tipico sono gli incolti, i prati, i giardini e parchi; è considerata una pianta sinantropica. Il substrato preferito è sia calcareo che siliceo con pH neutro, terreno ad alti valori nutrizionali e mediamente umido.
Distribuzione altitudinale: sui rilievi alpini queste piante si possono trovare fino a 2.000 m s.l.m.; frequentano quindi i seguenti piani vegetazionali: collinare, montano (oltre a quello planiziale – a livello del mare).

### Fitosociologia

#### Areale alpino
Dal punto di vista fitosociologico la specie di questa voce appartiene alla seguente comunità vegetale:
Formazione: delle comunità delle macro- e megaforbie terrestri
Classe: Molinio-Arrhenatheretea
Ordine: Arrhenatheretalia elatioris
Alleanza: Cynosurion

#### Areale italiano
Per l'areale completo italiano la specie di questa voce appartiene alla seguente comunità vegetale:
Macrotipologia: vegetazione delle praterie
Classe: Molinio-arrhenatheretea Tüxen, 1937
Ordine: Trifolio repentis-phleetalia pratensis Passarge, 1969
Alleanza: Cynosurion cristati Tuxen, 1947
Descrizione. L'alleanza Cynosurion cristati è relativa alle praterie perenni, mesofile (falciate almeno una volta l’anno), che si sviluppano in aree collinari e montane con termotipo mediamente temperato e mediterraneo. I substrati sui quali si sviluppa questa alleanza, principalmente derivanti da rocce calcaree, marnose o arenacee, devono essere abbastanza profondi e devono avere una buona disponibilità idrica ed essere ricchi in nutrienti. La morfologia del terreno in genere è pianeggiante o debolmente pendente. La distribuzione dell'alleanza è relativa a tutta l’Europa temperata ed aree limitrofe. In Italia è più diffusa nel settore peninsulare (limite meridionale della cenosi).
Specie presenti nell'associazione:  Cynosurus cristatus, Lolium perenne, Phleum pratense, Phleum bertolonii, Anthoxanthum odoratum, Poa pratensis, Poa trivialis, Festuca pratensis, Festuca arundinacea, Trifolium repens, Trifolium pratense, Bellis perennis, Taraxacum gr. officinale e Scorzoneroides autumnalis.
Altre alleanze e associazioni per questa specie sono:
- Ornithogalo corsici-Trifolienion subterranei
- Cerastionbsp;arvensis-Cynosurenionnbsp;cristati
- Trifolio resupinati-Cynosurenion cristati
- Plantaginion cupanii
- Ranunculion velutini

## Ecologia
Le specie del genere Bellis sono particolarmente favorite nei prati a pascolo o a sfalcio. Grazie alla loro minima altezza e soprattutto alla defilata posizione delle foglie (rosetta basale) di queste piante, sfuggono al taglio rispetto ad altre specie più alte. Un altro fattore a favore è la precoce fioritura, prima del primo taglio. Anche la propagazione clonale favorisce la crescita delle piante in questi habitat. Queste caratteristiche fenologiche sono importanti per adattare in modo positivo le piante al ritmo delle variazioni dell'altezza della cotica erbosa.

## Sistematica
La famiglia di appartenenza di questa voce (Asteraceae o Compositae, nomen conservandum) probabilmente originaria del Sud America, è la più numerosa del mondo vegetale, comprende oltre 23.000 specie distribuite su 1.535 generi, oppure 22.750 specie e 1.530 generi secondo altre fonti (una delle checklist più aggiornata elenca fino a 1.679 generi). La famiglia attualmente (2021) è divisa in 16 sottofamiglie; la sottofamiglia Asteroideae è una di queste e rappresenta l'evoluzione più recente di tutta la famiglia.

### Filogenesi
La tribù Astereae (una delle 21 tribù della sottofamiglia Asteroideae) comprende circa 40 sottotribù. In base alle ultime ricerche nella tribù sono stati individuati (provvisoriamente) 5 principali lignaggi:
- Basal grade: include alcuni generi isolati, il gruppo "South American-Oceania",  alcune sottotribù africane e il gruppo dei generi legnosi del Madagascar.
- Bellis lineage: comprende le sottotribù eurasiatiche e una sottotribù africana.
- Aster lineage: include i generi asiatici di Asterinae e i principali gruppi dell'Australia e dell'Oceania.
- Baccharis lineage: include alcuni gruppi sudamericani.
- North American lineage: include la vasta gamma di sottotribù del Nordamerica, Messico e alcuni gruppi distribuiti nel Sudamerica.

Il genere  Bellis (insieme alla sottotribù Bellidinae) è incluso nel lignaggio "Bellis lineage".
All'interno del gruppo Bellis sono stati individuati due cladi annidati (vedi cladogramma a lato - semplificato) e un gruppo basale:
- (1) gruppo B. perennis con cinque specie (sia annuali che perenni) e tre livelli di poliploidia, distribuite in tutto il Mediterraneo (altre specie italiane appartenenti al gruppo: B. annua e B.margaritifolia);
- (2) gruppo B. sylvestris con cinque specie (sia annuali che perenni) e cinque livelli di poliploidia, distribuite soprattutto nel Mediterraneo occidentale;
- (3) gruppo basale di specie perenni con diversi gradi di morfologia.

Il cladogramma seguente (semplificato) mostra una possibile configurazione filogenetica del genere (la specie di questa voce è evidenziata):
|  | B. annua - B. bernardi - B. margaritaefolia - Bellis perennis |
|  |                                                               |
|  | B. azoica                                                     |
|  |                                                               |

|  | B. caerulescens - B. pappulosa - B. sylvestris |
|  |                                                |
|  | B. cordifolia                                  |
|  |                                                |

|  | B. annua - B. bernardi - B. margaritaefolia - Bellis perennis |
|  |                                                               |
|  | B. azoica                                                     |
|  |                                                               |

|  | B. caerulescens - B. pappulosa - B. sylvestris |
|  |                                                |
|  | B. cordifolia                                  |
|  |                                                |

|  | B. annua - B. bernardi - B. margaritaefolia - Bellis perennis |
|  |                                                               |
|  | B. azoica                                                     |
|  |                                                               |

|  | B. caerulescens - B. pappulosa - B. sylvestris |
|  |                                                |
|  | B. cordifolia                                  |
|  |                                                |

|  | B. annua - B. bernardi - B. margaritaefolia - Bellis perennis |
|  |                                                               |
|  | B. azoica                                                     |
|  |                                                               |

|  | B. caerulescens - B. pappulosa - B. sylvestris |
|  |                                                |
|  | B. cordifolia                                  |
|  |                                                |

I caratteri distintivi della specie sono:
- il ciclo biologico della pianta è perenne;
- tutte le foglie sono nella rosetta basale;
- i capolini sono piccoli (2 cm).

Il numero cromosomico di B. perennis è: 2n = 18

### Variabilità
Questa specie è mediamente polimorfa. La variabilità può manifestarsi nei seguenti caratteri:
- dimensione dei vari organi;
- pelosità più o meno densa;
- forma e dentellatura delle foglie;
- numero dei fiori ligulati.

In Italia si possono trovare diverse entità più o meno endemiche considerate da alcuni autori delle specie autonome e da altri delle varietà prive di interesse tassonomico. Qui vengono elencate alcune:
- Bellis fagetorum: endemismo dell'Avellinese.
- Bellis hortensis Miller: selezionata a scopo ornamentale per la numerosità dei fiori ligulati.
- Bellis hybrida Ten.: probabile ibrido con Bellis sylvestris, a portamento lussureggiante (ora inclusa in B. perennis)
- Bellis margaritaefolia: distribuita nella Lucania, Calabria e Sicilia (attualmente è considerata specie autonoma con la denominazione di Bellis margaritifolia Hunter).
- Bellis strobilum: endemismo della Sicilia, definita in Pignatti come var. strobliana Beguinot.

Come varietà sono conosciute altre entità:
- var. aspromontana Mezzatesta
- var. meridionalis Favrat: i capolini sono più piccoli (diametro di 10 – 17 mm) come pure i fiori ligulati (6 – 8 mm); è distribuita al centro e al sud.
- var. peloritana Beguinot

### Sinonimi
Sono elencati alcuni sinonimi per questa entità:
- Bellis alpina Hegetschw. & Heer (1840)
- Bellis armena Boiss. (1875)
- Bellis hortensis Miller (1768)
- Bellis integrifolia Lam. (1804)
- Bellis pumila Arvet-Touvet & Dupuy (1883)
- Aster bellis E.H.L.Krause
- Bellis croatica Grand.
- Bellis hybrida Ten.
- Bellis minor Garsault 

### Specie simili
La pratolina appartiene ai classici fiori dei prati italiani. Molte specie (anche di generi diversi) sono simili (ad un primo sguardo distratto) alla Bellis perennis. Tra le specie dello stesso genere  (Bellis) distinguiamo:
- Bellis annua L. - Pratolina annuale: porta delle foglioline anche nella parte inferiore dello scapo fiorifero, i capolini sono lievemente più piccoli, il ciclo biologico è annuo e fiorisce in inverno-primavera.
- Bellis sylvestris Cirillo - Pratolina autunnale: anche questa specie si presenta con capolini più grandi e manca quasi del tutto sull'arco alpino; può essere distinta dalla perennis dal fatto che le squame dell'involucro terminano con un apice appuntito (e non rotondeggiante).

Per le specie di altri generi possiamo citare:
- Aster bellidiastrum (L.) Scop. - Astro falsa pratolina: è una pianta più alta e si può distinguere dall'involucro formato da più serie di squame.
- Leucanthemopsis alpina (L) Heywood - Margherita alpina: vegeta a quote più alte (2000- 3600 m s.l.m.) e si differenzia sia per le foglie maggiormente seghettate che per l'involucro con squame su più serie disposte in modo embricato.

Per finire citiamo il genere Leucanthemum (le “classiche” margherite dei campi) le cui specie si differenziano sia per la maggiore altezza, ma anche per la presenza di foglie lungo il fusto e infine per l'involucro formato da squame su più serie disposte in modo embricato.

## Usi

### Farmacia
In queste piante sono presenti alcuni composti chimici tra i quali: tannino, resina vegetale, oli essenziali e saponina. 

I fiori e le foglie vengono utilizzati in infusione come medicamento contro l'ipertensione o come astringente e diaforetico. Facendola macerare, se ne ricava un liquido efficace come antiparassitario. Un infuso delle foglie (tipo tè) può essere utile nell'insonnia. Anticamente le foglie erano usate per la rimarginazione delle ferite. 

Altre proprietà medicamentose (secondo la medicina popolare):
- oftalmica (cura le patologie dell'occhio);
- emolliente (risolve uno stato infiammatorio);
- bechica (azione calmante della tosse);
- antiecchimotica (rallenta la diffusione del sangue nei tessuti adiacenti ad una contusione);
- battericida (proprietà di impedire o rallentare lo sviluppo dei microbi);
- antispasmodica (attenua gli spasmi muscolari, e rilassa anche il sistema nervoso);
- lassativa (ha proprietà purgative).

### Cucina
In alcune zone le giovani foglie vengono mangiate in insalata insieme ad altre verdure primaverili, i boccioli possono essere preparati sott'aceto. I capolini si possono utilizzare per risotti.

### Giardinaggio
A volte è considerata una pianta infestante a causa del suo sviluppo tappezzante (vedi la propagazione clonale nel paragrafo “Riproduzione”), ma è anche usata come pianta ornamentale grazie all'aspetto delicato dei suoi fiori. Specialmente per l'impegno dei giardinieri tedeschi sono state selezionate alcune varietà (cultivar) con capolini di diametro di 5–6 cm e colori come il rosa o il violaceo o capolini con più serie di fiori ligulati esterni. Queste piante crescono bene in un terreno “sciolto”, piuttosto arenoso, e concimato; vanno messe in zone soleggiate.

## Alcune immagini diB. perennis

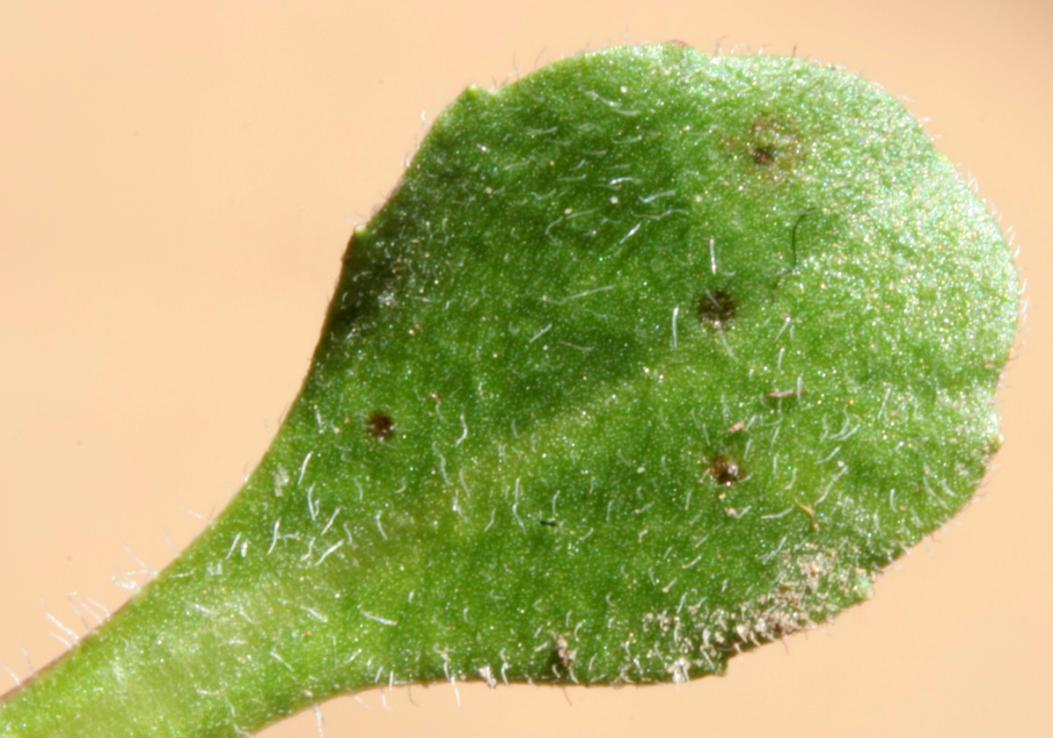
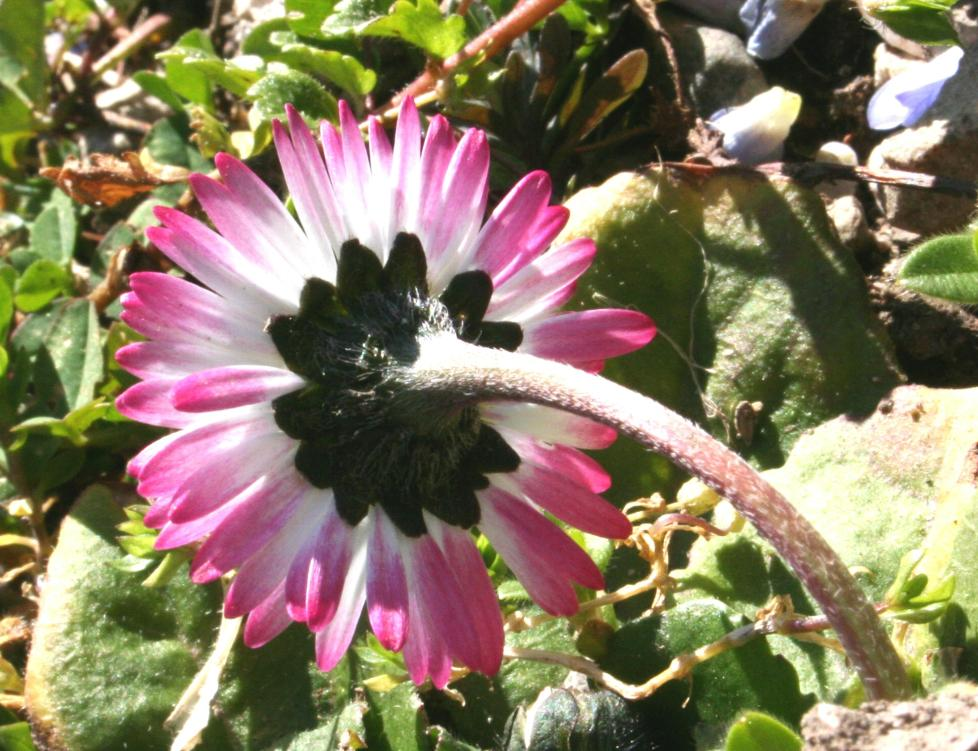
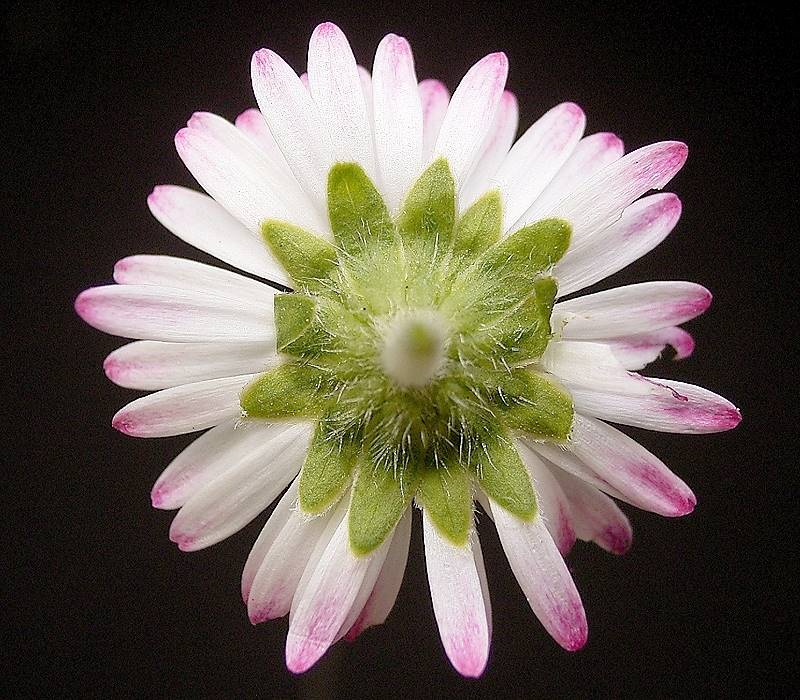
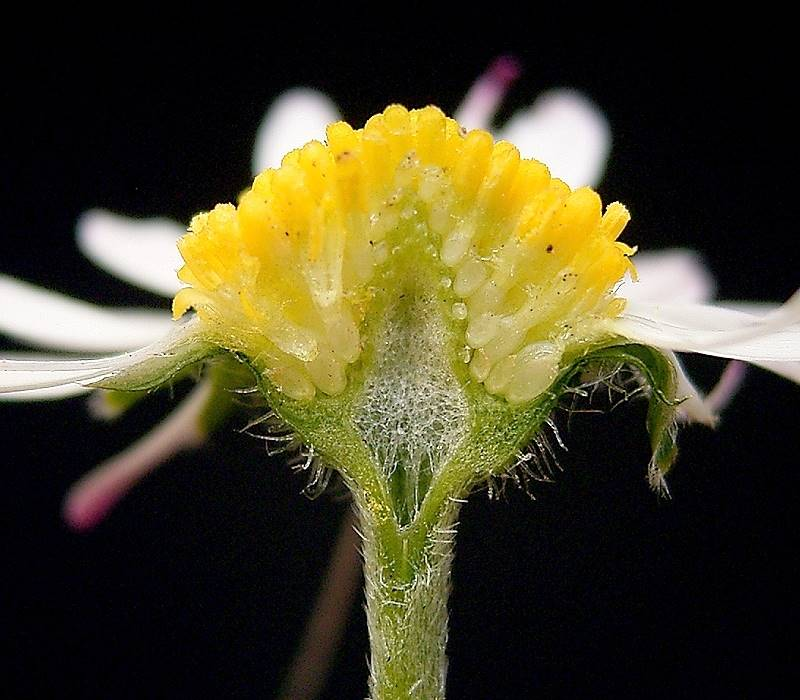
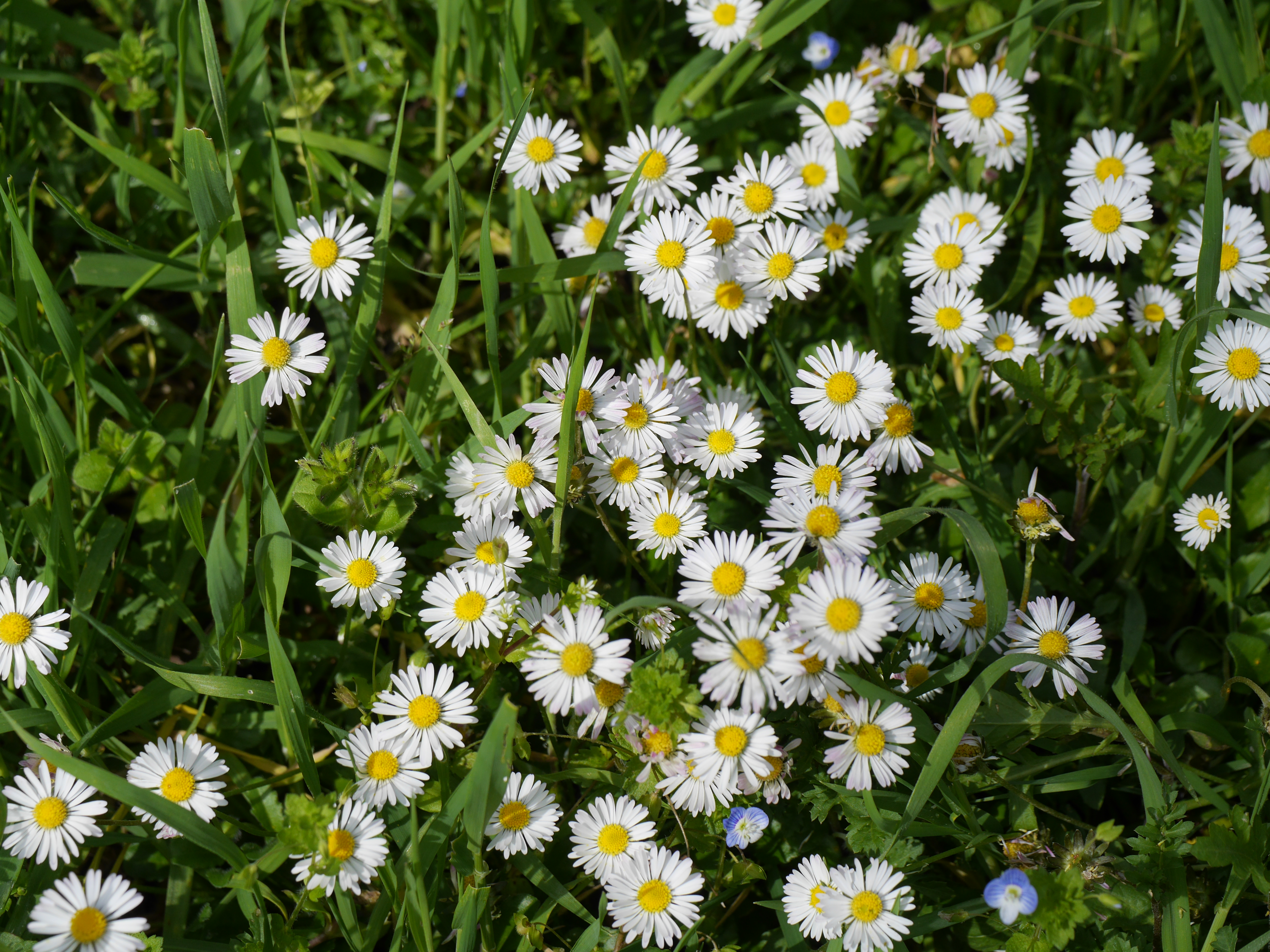

Alcune varietà prodotte dai fiorai (cultivar):

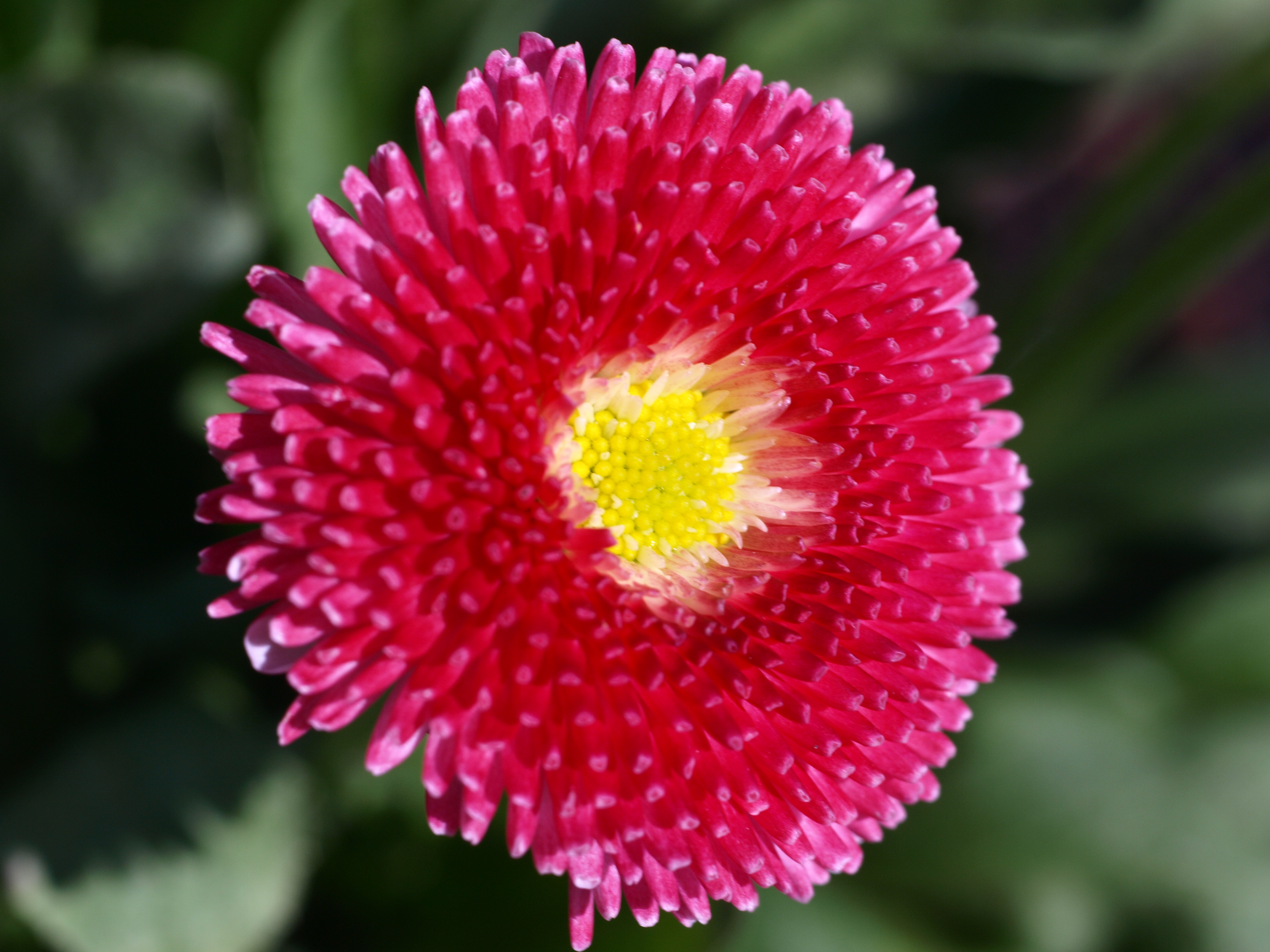
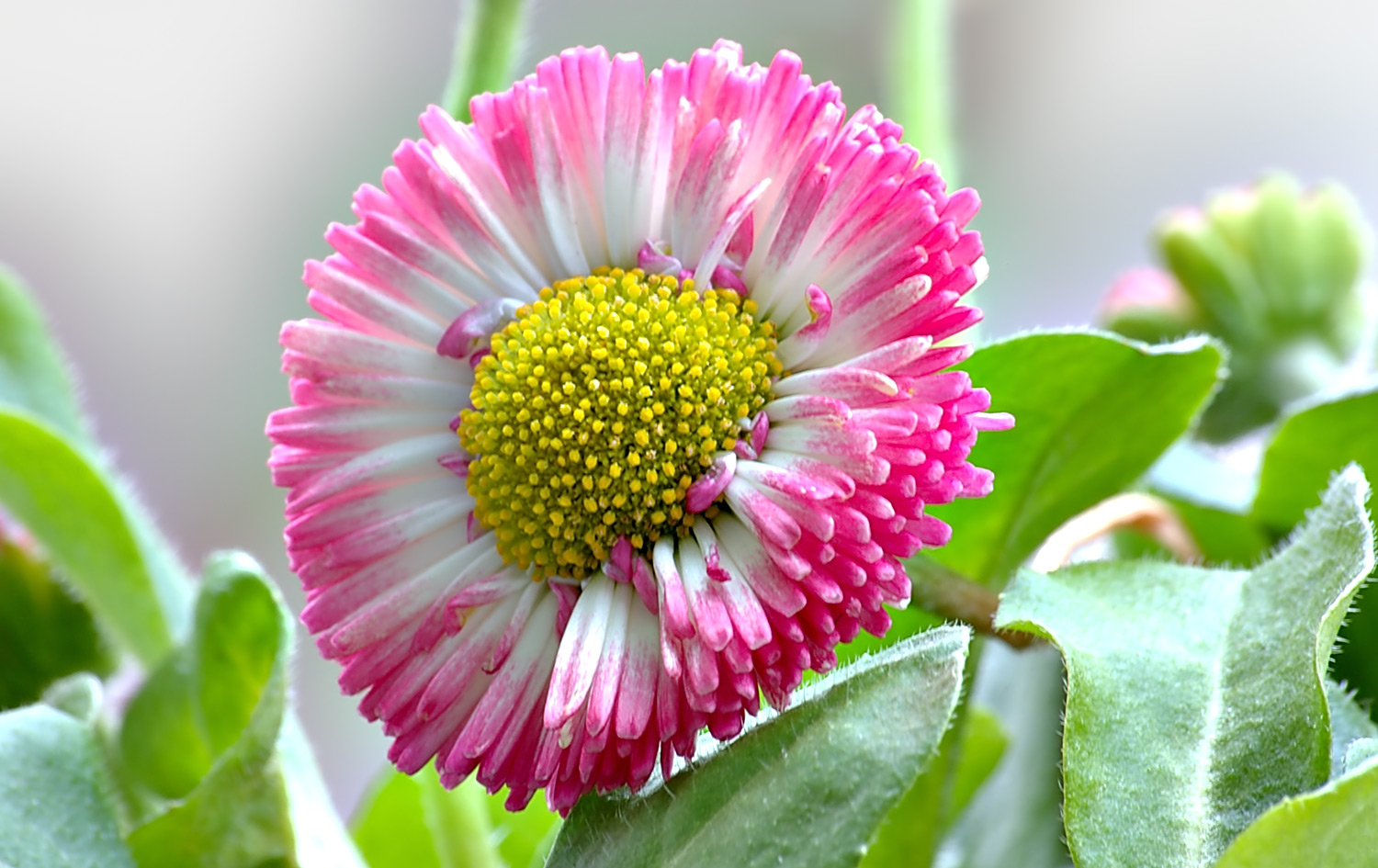
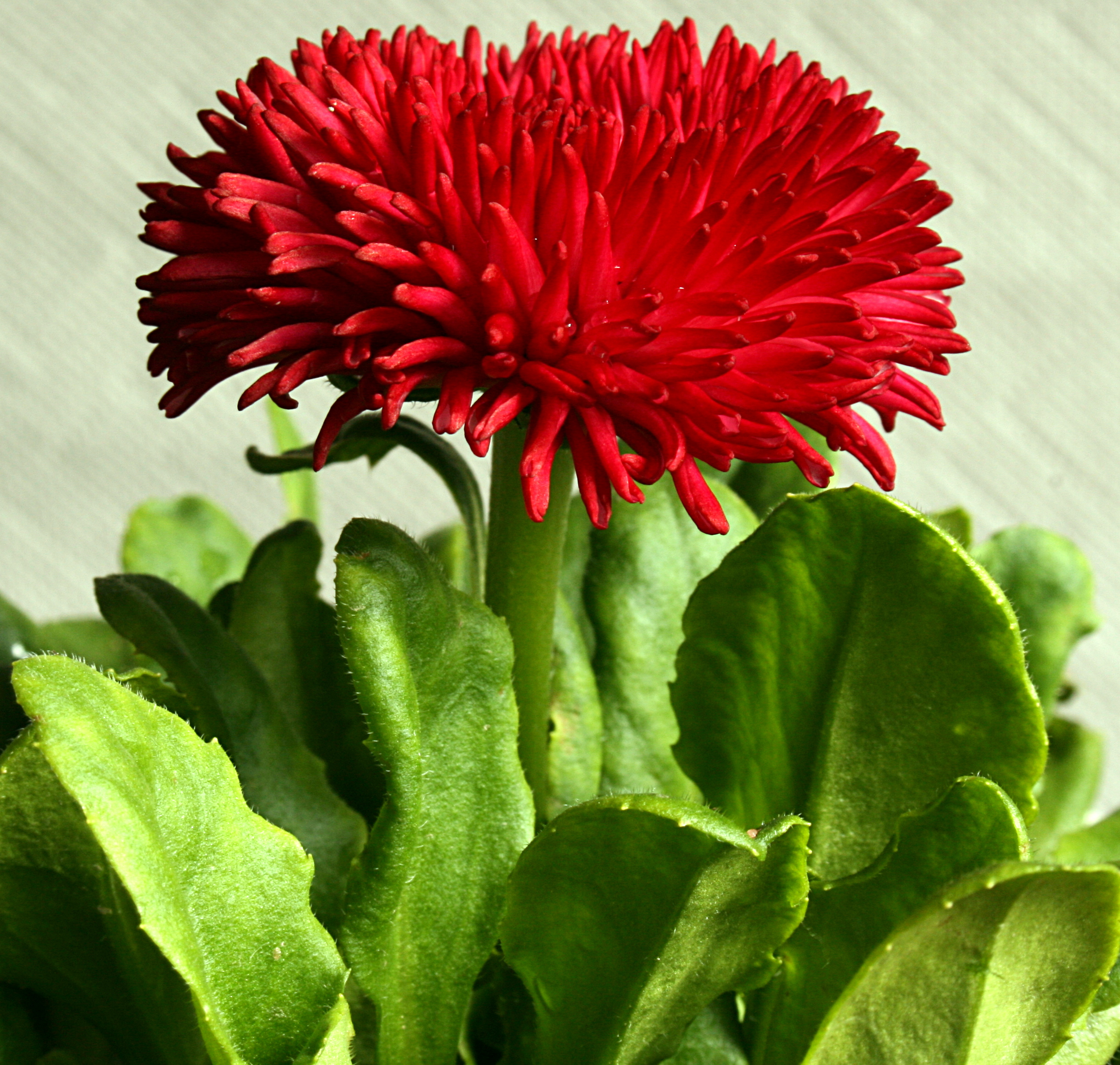
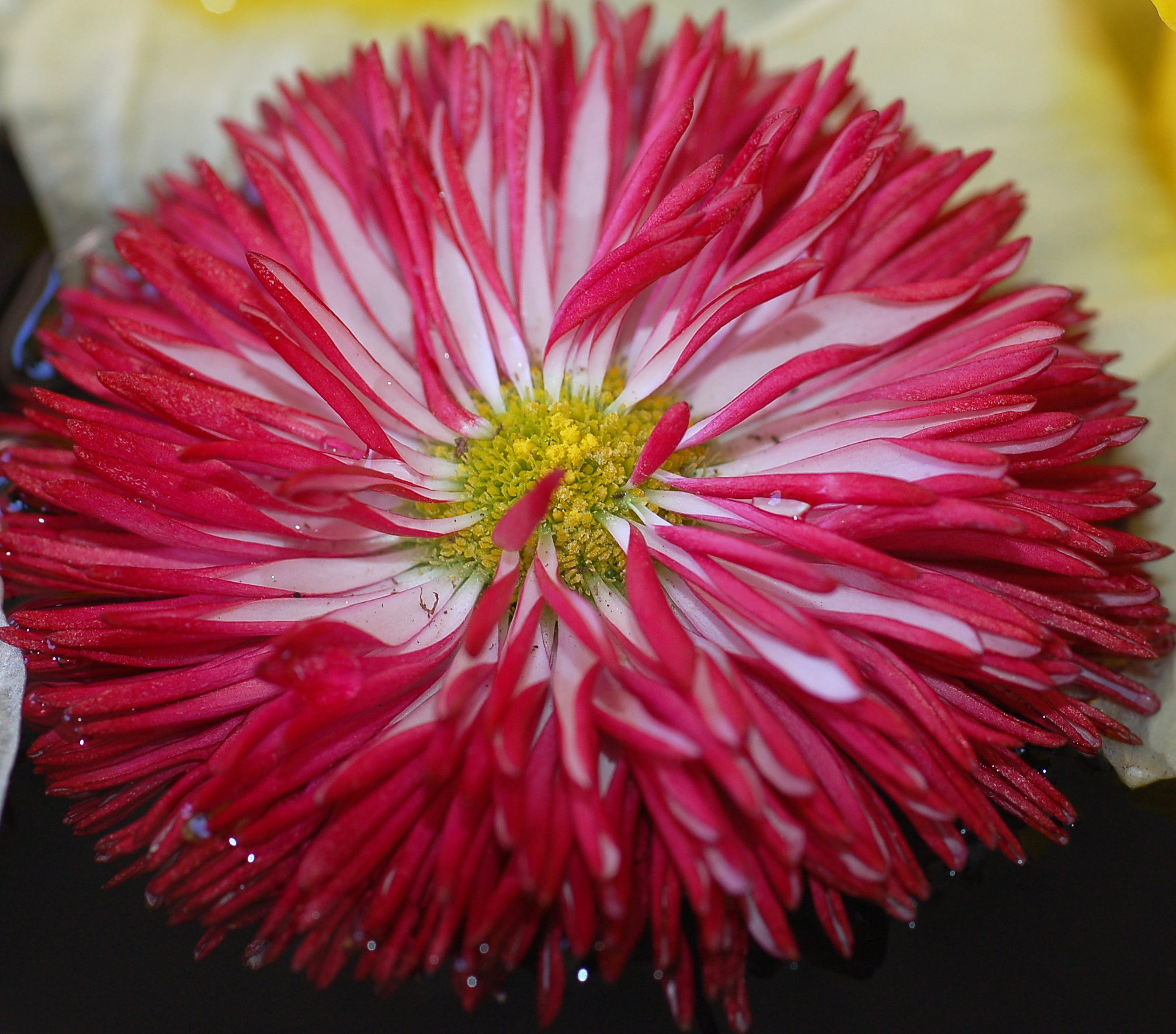

## Altre notizie
Una delle prime citazioni di questo fiore si ha dallo scrittore romano Plinio il Vecchio (Como, 23 – Stabia, 79). 
Nella mitologia nordica la margherita è il fiore sacro ad Ostara, la dea della primavera.
Le api lo visitano per raccoglierne il polline, anche se non è particolarmente abbondante.